# Ptychoptera tibialis
Ptychoptera tibialis är en tvåvingeart som beskrevs av Enrico Adelelmo Brunetti 1911. Ptychoptera tibialis ingår i släktet Ptychoptera och familjen glansmyggor. Inga underarter finns listade i Catalogue of Life.